# Puerto de Ibañeta
Der Puerto de Ibañeta (frz. Col de Roncevaux) ist ein Pass in den spanischen Pyrenäen. Er liegt auf 1057 msnm Höhe und verbindet über die Nationalstraße N 135 Valcarlos mit Roncesvalles.
Auf der Passhöhe steht die moderne Kapelle San Salvador, die eine ältere Kapelle ersetzt. Sie markiert den Anfangspunkt des Camino Francés, der hier drei der vier französischen Pilgerwege nach Santiago de Compostela aufnimmt: Die Via Podiensis von Puy und Conques, die Via Turonensis – von Paris, Tours und Poitiers und die Via Lemovicensis – von Vezelay, Limoges und Périgueux kommend.
Der Pass ist seit vorgeschichtlichen Zeiten ein wichtiger Pyrenäenübergang, spätestens seit römischer Zeit gab es eine Passstation, später wurde für Jakobspilger in Roncesvalles ein Kloster mit Herberge eingerichtet. Die Mönche des Klosters besetzten auch die Kapelle auf dem Pass und läuteten bei Nebel die Glocken, um Pilgern den Weg zu weisen.
Karl der Große passierte 778 den Pass im Rahmen seines Spanienfeldzugs zweimal, beim Rückzug geriet seine Nachhut in einen Hinterhalt. Diese Auseinandersetzung wurde als Schlacht von Roncesvalles bekannt.